# Чемпіонат Волинської області з футболу
Чемпіонат Волинської області з футболу — обласні футбольні змагання серед аматорських команд. Проходять під егідою Федерації футболу Волині.

## Період Польщі
Змагання проводилися з 1928 по 1939 рік під егідою Волинського окружного футбольного союзу (пол. Wołyński Okręgowy Związek Piłki Nożnej) серед команд Волинського воєводства Польщі.
Примітки:
- У 1922-27 рр. до створення Волинського окружного футбольного союзу команди Волині брали участь у чемпіонатах Люблінського воєводства під егідою Люблінського окружного футбольного союзу (Lubelski Okręgowy Związek Piłki Nożnej)
- До складу Волинського воєводства входили території нинішніх Волинської, Рівненської та частково - Тернопільської областей
- колишнє містечко Янова Долина нині є селом Базальтове Костопільського району Рівненської області

| Сезон   | Чемпіон                   | 2 місце                   | 3 місце                 |
| 1928    | ВКС «Галлерчик» (Рівне)   | «Сокіл» (Рівне)           | ВКС (Ковель)            |
| 1929    | «Гасмонея» (Рівне)        | ВКС (Ковель)              | ВКС «Галлерчик» (Рівне) |
| 1930    | «Сокіл» (Рівне)           | «Гасмонея» (Рівне)        | ВКС (Дубно)             |
| 1931    | ВКС «Галлерчик» (Рівне)   | «Гасмонея» (Рівне)        | «Сокіл» (Рівне)         |
| 1932    | «Гасмонея» (Рівне)        | ПКС (Луцьк)               | ВКС (Рівне)             |
| 1933    | «Гасмонея» (Рівне)        | ВКС (Рівне)               | ВКС (Луцьк)             |
| 1934    | ПКС (Луцьк)               | «Гасмонея» (Рівне)        | ВКС (Рівне)             |
| 1935    | ПКС (Луцьк)               | «Стрілець» (Янова Долина) | ВКС (Рівне)             |
| 1936    | ВКС (Рівне)               | ВКС-КС «Стрілець» (Луцьк) | не розігрувалося        |
| 1936-37 | «Стрілець» (Янова Долина) | ККС (Кременець)           | «Гасмонея» (Рівне)      |
| 1937-38 | ПКС (Луцьк)               | «Погонь» (Рівне)          | ВКС (Луцьк)             |
| 1938-39 | ПКС (Луцьк)               | «Стрілець» (Янова Долина) | ВКС (Дубно)             |

## Період СРСР
| Сезон | Чемпіон                                                       | 2 місце                                                       | 3 місце                                                       |
| 1941  | чемпіонат не відбувся через початок німецько-радянської війни | чемпіонат не відбувся через початок німецько-радянської війни | чемпіонат не відбувся через початок німецько-радянської війни |
| 1945  | м. Луцьк                                                      |                                                               |                                                               |
| 1946  |                                                               |                                                               |                                                               |
| 1947  |                                                               |                                                               |                                                               |
| 1948  | «Спартак» (м. Луцьк)                                          |                                                               |                                                               |
| 1949  | «Локомотив» (смт Ківерці)                                     | БО (м. Володимир-Волинський)                                  |                                                               |
| 1950  | «Локомотив» (м. Ковель)                                       | БО (м. Володимир-Волинський)                                  | «Локомотив» (смт Ківерці)                                     |
| 1951  | «Динамо» (м. Ковель)                                          | БО (м. Володимир-Волинський)                                  | «Локомотив» (м. Ківерці)                                      |
| 1952  | «Динамо» (м. Любомль)                                         | «Локомотив» (м. Ковель)                                       |                                                               |
| 1953  | «Динамо» (м. Луцьк)                                           | «Спартак» (смт Рожище)                                        |                                                               |
| 1954  | «Динамо» (м. Любомль)                                         | «Локомотив» (м. Ковель)                                       |                                                               |
| 1955  | «Колгоспник» (м. Горохів)                                     | «Динамо» (м. Любомль)                                         | «Локомотив» (м. Ковель)                                       |
| 1956  | Команда м. Володимир-Волинський                               | Команда м. Луцьк                                              | Горохівський район                                            |
| 1957  | БО (м. Володимир-Волинський)                                  | «Колгоспник» (м. Горохів)                                     | «Колгоспник» (смт Голоби)                                     |
| 1958  | Команда м. Луцьк                                              | «Шахтар» (м. Нововолинськ)                                    | «Локомотив» (м.Ковель)                                        |
| 1959  | ГБО (м. Луцьк)                                                | ГБО (м. Володимир-Волинський)                                 | «Шахтар» (м. Нововолинськ)                                    |
| 1960  | «Шахтар» (м. Нововолинськ)                                    | БО (м. Володимир-Волинський)                                  | БО (м. Ковель)                                                |
| 1961  | «Зеніт» (м. Володимир-Волинський)                             | «Спартак» (м. Луцьк)                                          | «Локомотив» (м. Ковель)                                       |
| 1962  | «Зеніт» (м. Володимир-Волинський)                             | «Локомотив» (м. Ковель)                                       | «Спартак» (м. Луцьк)                                          |
| 1963  | «Зеніт» (м. Володимир-Волинський)                             | «Локомотив» (м. Ковель)                                       | «Спартак» (м. Луцьк)                                          |
| 1964  | «Шахтар» (м. Нововолинськ)                                    | «Колгоспник» (м. Ковель)                                      | «Зірка» (м. Луцьк)                                            |
| 1965  | «Шахтар» (м. Нововолинськ)                                    | «Локомотив» (м. Ковель)                                       | «Будівельник» (м. Луцьк)                                      |
| 1966  | «Локомотив» (м. Ковель)                                       | «Шахтар» (м. Нововолинськ)                                    | «Електрик» (м. Луцьк)                                         |
| 1967  | «Електрик» (м. Луцьк)                                         | «Рубін» (м. Ковель)                                           | «Локомотив» (м. Ковель)                                       |
| 1968  | «Рубін» (м. Ковель)                                           | «Меліоратор» (м. Камінь-Каширський)                           | «Сільгосптехніка» (смт Торчин)                                |
| 1969  | «Шахтар» (м. Нововолинськ)                                    | «Механізатор» (смт Рожище)                                    | «Меліоратор» (м. Камінь-Каширський)                           |
| 1970  | «Спартак» (м. Ковель)                                         | «Електрик» (м. Луцьк)                                         | «Механізатор» (смт Рожище)                                    |
| 1971  | «Локомотив» (м. Ковель)                                       | «Машинобудівник» (смт Рожище)                                 | «Торпедо-2» (м. Луцьк)                                        |
| 1972  | «Сільмаш» (м. Ковель)                                         | «Торпедо» (м. Луцьк)                                          | «Локомотив» (м. Ковель)                                       |
| 1973  | «Сільмаш» (м. Ковель)                                         | «Шахтар» (м. Нововолинськ)                                    | «Електрик» (м. Луцьк)                                         |
| 1974  | «Шахтар» (м. Нововолинськ)                                    | «Торпедо» (м. Луцьк)                                          | «Локомотив» (м. Ковель)                                       |
| 1975  | «Сільмаш» (м. Ковель)                                         | «Торпедо» (м. Луцьк)                                          | «Машинобудівник» (смт Рожище)                                 |
| 1976  | «Шахтар» (м. Нововолинськ)                                    | «Ферммаш» (смт Рожище)                                        | «Сільмаш» (м. Ковель)                                         |
| 1977  | «Прилад» (м. Луцьк)                                           | «Ферммаш» (смт Рожище)                                        | «Сільмаш» (м. Ковель)                                         |
| 1978  | «Прилад» (м. Луцьк)                                           | «Ферммаш» (смт Рожище)                                        | «Сільмаш» (м. Ковель)                                         |
| 1979  | «Прилад» (м. Луцьк)                                           | «Сільмаш» (м. Ковель)                                         | «Шахтар» (м. Нововолинськ)                                    |
| 1980  | «Сільмаш» (м. Ковель)                                         | «Шахтар» (м. Нововолинськ)                                    | «Локомотив» (м. Ківерці)                                      |
| 1981  | «Підшипник» (м. Луцьк)                                        | «Сільмаш» (м. Ковель)                                         | «Локомотив» (м. Ківерці)                                      |
| 1982  | «Сільмаш» (м. Ковель)                                         | «Підшипник» (м. Луцьк)                                        | «Прилад» (м. Луцьк)                                           |
| 1983  | «Сільмаш» (м. Ковель)                                         | «Підшипник» (м. Луцьк)                                        | «Буревісник» (м. Луцьк)                                       |
| 1984  | «Сільмаш» (м. Ковель)                                         | «Колос» (м. Ківерці)                                          | «Прилад» (м. Луцьк)                                           |
| 1985  | «Підшипник» (м. Луцьк)                                        | «Сільмаш» (м. Ковель)                                         | «Колос» (м. Ківерці)                                          |
| 1986  | «Підшипник» (м. Луцьк)                                        | «Сільмаш» (м. Ковель)                                         | «Шахтар» (м. Нововолинськ)                                    |
| 1987  | «Підшипник» (м. Луцьк)                                        | «Сільмаш» (м. Ковель)                                         | «Шахтар» (м. Нововолинськ)                                    |
| 1988  | «Підшипник» (м. Луцьк)                                        | «Сільмаш» (м. Ковель)                                         | «Шахтар» (м. Нововолинськ)                                    |
| 1989  | «Підшипник» (м. Луцьк)                                        | «Електрик» (м. Луцьк)                                         | «Шахтар» (м. Нововолинськ)                                    |
| 1990  | «Підшипник» (м. Луцьк)                                        | «Сільмаш» (м. Ковель)                                         | «Електрик» (м. Луцьк)                                         |
| 1991  | «Підшипник» (м. Луцьк)                                        | «Шахта № 9» (м. Нововолинськ)                                 | «Сільмаш» (м. Ковель)                                         |

## Період незалежної України
| Сезон        | Чемпіон                            | 2 місце                                             | 3 місце                                             |
| 1992 (весна) | «Підшипник» (м. Луцьк)             | «Електрик» (м. Луцьк)                               | «Шахта № 9» (м. Нововолинськ)                       |
| 1992/93      | «Підшипник» (м. Луцьк)             | «Колос» (м. Ківерці)                                | «Автомобіліст» (м. Камінь-Каширський)               |
| 1993/94      | «Підшипник» (м. Луцьк)             | «Явір» (смт Цумань)                                 | «Колос» (м. Ківерці)                                |
| 1994/95      | ФК «Ковель» (м. Ковель)            | «Явір» (смт Цумань)                                 | «Рубіж» (м. Любомль)                                |
| 1995/96      | ЕНКО (м. Луцьк)                    | «Явір» (смт Цумань)                                 | ФК «Ковель» (м. Ковель)                             |
| 1996/97      | «Явір» (смт Цумань)                | ЕНКО (м. Луцьк)                                     | «Колос» (м. Ковель)                                 |
| 1997/98      | ЕНКО (м. Луцьк)                    | «Явір» (смт Цумань)                                 | «Промінь-Волинь» (м. Рожище)                        |
| 1998/99      | «Явір» (смт Цумань)                | ЕНКО (м. Луцьк)                                     | «Троянда-Експрес» (с. Гірка Полонка)                |
| 1999 (осінь) | «Підшипник» (м. Луцьк)             | «Явір» (смт Цумань)                                 | ЕНКО (м. Луцьк)                                     |
| 2000         | «Явір-Волиньліс» (смт Цумань)      | ОЛШЕ (м. Ковель)                                    | «Рубіж» (м. Любомль)                                |
| 2001         | «Явір-Волиньліс» (смт Цумань)      | ФК «Торчин» (смт Торчин)                            | ФК «Володимир-Волинський» (м. Володимир-Волинський) |
| 2002         | «Світязь» (смт Шацьк)              | «Університет-ДЮСШ» (м. Рожище)                      | ФК «Торчин» (смт Торчин)                            |
| 2003         | ФК «Ковель» (м. Ковель)            | «Світязь» (смт Шацьк)                               | ФК «Торчин» (смт Торчин)                            |
| 2004         | ФК «Ковель» (м. Ковель)            | ФК «Торчин» (смт Торчин)                            | ФК «Володимир-Волинський» (м. Володимир-Волинський) |
| 2005         | ФК «Ковель» (м. Ковель)            | «Західний Буг» (смт Іваничі)                        |                                                     |
| 2006         | «Вотранс-ЛСТМ» (м. Луцьк)          | ФК «Володимир-Волинський» (м. Володимир-Волинський) | «Стир» (м. Берестечко)                              |
| 2007         | «Вотранс-ЛСТМ» (м. Луцьк)          | ФК «Володимир-Волинський» (м. Володимир-Волинський) | ФК «Ковель» (м. Ковель)                             |
| 2008         | МФК «Ковель» (м. Ковель)           | ФК «Володимир-Волинський» (м. Володимир-Волинський) | «Вотранс-ЛСТМ» (м. Луцьк)                           |
| 2009         | МФК «Ковель-Волинь» (м. Ковель)    | «Вотранс-ЛСТМ» (м. Луцьк)                           | «Шахтар» (м. Нововолинськ)                          |
| 2010         | МФК «Ковель-Волинь» (м. Ковель)    | «Вотранс-ЛСТМ» (м. Луцьк)                           | ДЮФШ «Волинь» (м. Луцьк)                            |
| 2011         | «Вотранс-ЛСТМ» (м. Луцьк)          | МФК «Ковель-Волинь» (м. Ковель)                     | «Шахтар» (м. Нововолинськ)                          |
| 2012/13      | «Шахтар» (м. Нововолинськ)         | «Луцьксантехмонтаж-536» (м. Луцьк)                  | «Ласка» (с. Боратин)                                |
| 2013/14      | «Ласка» (с. Боратин)               | «Луцьксантехмонтаж-536» (м. Луцьк)                  | «ФК Піддубці» (с. Піддубці)                         |
| 2014/15      | «Луцьксантехмонтаж-536» (м. Луцьк) | «Ласка» (с. Боратин)                                | «Волиньагротех» (с. Гірка Полонка)                  |
| 2015/16      | «Луцьксантехмонтаж-536» (м. Луцьк) | «Ласка» (с. Боратин)                                | МФК «Ковель-Волинь» (м. Ковель)                     |
| 2016/17      | «Луцьксантехмонтаж-536» (м. Луцьк) | «Ласка» (с. Боратин)                                | ФЦ «Ковель-Волинь» (м. Ковель)                      |
| 2017/18      | «Луцьксантехмонтаж-536» (м. Луцьк) | «Ласка» (с. Боратин)                                | ФЦ «Ковель-Волинь» (м. Ковель)                      |
| 2018/19      | «Вотранс» (м. Луцьк)               | «Луцьксантехмонтаж-536» (м. Луцьк)                  | НФК «Боратин» (с. Боратин)                          |
| 2019/20      | «Шахтар» (м. Нововолинськ)         | «Луцьксантехмонтаж-536» (м. Луцьк)                  | «Вотранс» (м. Луцьк)                                |
| 2020/21      | «Луцьксантехмонтаж-536» (м. Луцьк) | «Вотранс» (м. Луцьк)                                | ФЦ «Ковель-Волинь» (м. Ковель)                      |
| 2022         | «Шахтар» (м. Нововолинськ)         | «Луцьксантехмонтаж-536» (м. Луцьк)                  | ФЦ «Ковель-Волинь» (м. Ковель)                      |
| 2023         | «Луцьксантехмонтаж-536» (м. Луцьк) | «Шахтар» (м. Нововолинськ)                          | ФК «Тростянець» (с. Тростянець)                     |
| 2024         | ФК «Тростянець» (с. Тростянець)    | «Луцьксантехмонтаж-536» (м. Луцьк)                  | ФЦ «Ковель-Волинь» (м. Ковель)                      |
| 2025         |                                    |                                                     |                                                     |